# Atypus baotingensis
Atypus baotingensis es una especie de araña de telaraña del género Atypus, de la familia Atypidae, orden Araneae. Fue descrita por F. Li, Xu, Z. T. Zhang, Liu, H. L. Zhang & D. Q. Li en 2018.
Se distribuye por Asia: China (Hainan). Fue publicada en Two new species of the purse-web spider genus Atypus Latreille, 1804 from Hainan Island, China (Araneae, Atypidae). ZooKeys 762: 47-57.